# West Richland
West Richland az Amerikai Egyesült Államok északnyugati részén, Washington állam Benton megyéjében elhelyezkedő város, a Tri-Cities agglomerációs körzet része. A 2010. évi népszámlálási adatok alapján 11 811 lakosa van.

## Történet
A térség első lakói a chemnapum indiánok voltak. Lewis és Clark expedíciója 1805-ben, a Robert E Johnson által vezetett földmérők pedig 1841-ben érkeztek a Yakima folyó völgyébe.
Benton megye 1905-ben jött létre, Richland pedig 1906-ban kapott városi rangot, West Richlandet ekkor Alsó-Yakima néven (Lower Yakima) ismerték. West Richland 1955. június 17-én kapott városi rangot. 2008-ban itt tesztelték a világ leggyorsabb autóját, a 400 kilométer per órás sebességre képes Aero SSC TT-t.

## Éghajlat
A város éghajlata félsivatagi sztyepp (a Köppen-skála szerint BSk).
| Hónap                         | Jan.  | Feb.  | Már.  | Ápr. | Máj. | Jún. | Júl. | Aug. | Szep. | Okt.  | Nov.  | Dec.  | Év    |
| ----------------------------- | ----- | ----- | ----- | ---- | ---- | ---- | ---- | ---- | ----- | ----- | ----- | ----- | ----- |
| Rekord max. hőmérséklet (°C)  | 21,7  | 22,8  | 27,8  | 33,3 | 40,6 | 43,3 | 42,8 | 45,0 | 41,1  | 31,7  | 25,0  | 20,6  | 45,0  |
| Átlagos max. hőmérséklet (°C) | 5,0   | 8,9   | 14,4  | 18,3 | 22,8 | 26,7 | 31,1 | 31,1 | 25,6  | 17,8  | 9,4   | 3,3   | 17,9  |
| Átlagos min. hőmérséklet (°C) | −1,7  | −1,1  | 1,7   | 5,0  | 8,9  | 12,2 | 15,0 | 14,4 | 10,0  | 4,4   | 1,1   | −2,2  | 5,7   |
| Rekord min. hőmérséklet (°C)  | −28,9 | −30,0 | −13,9 | −5,0 | −1,1 | 3,3  | 5,0  | 3,9  | −1,1  | −10,6 | −21,1 | −23,3 | −30,0 |
| Átl. csapadékmennyiség (mm)   | 26    | 20    | 18    | 15   | 17   | 13   | 7    | 4    | 8     | 14    | 26    | 28    | 196   |
| Forrás: The Weather Channel   |       |       |       |      |      |      |      |      |       |       |       |       |       |

## Népesség
A 2010-es népszámláláskor a városnak 11 811 lakója, 4145 háztartása és 3253 családja volt. A népsűrűség 206,2 fő/km2. A lakóegységek száma 4298, sűrűségük 75,1 db/km2. A lakosok 90,3%-a fehér, 0,8%-a afroamerikai, 1,2%-a indián, 1,9%-a ázsiai, 0,2%-a a Csendes-óceáni szigetekről származik, 2,4%-a egyéb, 3,2%-a pedig kettő vagy több etnikumú. A spanyol vagy latino származásúak aránya 7,1% (   )
A háztartások 43,1%-ában élt 18 évnél fiatalabb. 65,7% házas, 8,7% egyedülálló nő, 4,1% egyedülálló férfi, 21,5% pedig nem család. 17% egyedül élt; 4,5%-uk 65 éves vagy idősebb. Egy háztartásban átlagosan 2,85 személy élt; a családok átlagmérete 3,22 fő.
A medián életkor 35,4 év volt. A város lakóinak 29,6%-a 18 évesnél fiatalabb, 7% 18 és 24 év közötti, 27,7%-uk 25 és 44 év közötti, 27,5%-uk 45 és 64 év közötti, 8,3%-uk pedig 65 éves vagy idősebb. A lakosok 50,5%-a férfi, 49,5%-a pedig nő.

## Nevezetes személyek
- Rachel Willis-Sørensen, operaénekes[10]
- Ryan Kennelly, súlyemelő[10]

## Fordítás
- Ez a szócikk részben vagy egészben  a   West Richland, Washington című angol Wikipédia-szócikk ezen változatának fordításán alapul.  Az eredeti cikk szerkesztőit annak laptörténete sorolja fel. Ez a jelzés csupán a megfogalmazás eredetét és a szerzői jogokat jelzi, nem szolgál a cikkben szereplő információk forrásmegjelöléseként.